# Horváth Márton (üvegművész)
Horváth Márton (Csabrendek, 1941. április 27. – 2013. március 8.) Munkácsy Mihály-díjas üvegtervező iparművész. A Széchenyi Irodalmi és Művészeti Akadémia rendes tagja (1993).

## Életútja
Felsőfokú tanulmányokat 1968-1973 közt a Magyar Iparművészeti Főiskolán folytatott a szilikátipari tanszék üveg szakján, ahol Pogány Frigyes, Jánossy György, Szabó Lajos, Gibela József, Z. Gács György voltak a mesterei. 1976-tól a Magyar Iparművészeti Főiskolán tanított tervezéselméletet, üvegfúvást egyetemi docensi, 1993-tól egyetemi tanári beosztásban. A MOME Doktori Iskola témavezetője.
A kézművesség hagyományait megújító Manuál-csoport egyik alapító tagja 1975-ben, 1986-ban a Fiart Havanna keretében dél-amerikai művészeknek tartott kurzusokat, előadásokat, s rendezett kiállításokat. 1989-ben kidolgozott, később Rendek fantázianéven szabadalmaztatott plasztikus világítási modulját a Tokodi Üveggyár Kft.-nek adta át hasznosításra. Az 1980-as évek közepétől kiállításokkal egybekötött üvegművészeti szimpozionokon vett részt. (1. Üvegszimpozion, Pécs, 1985; 2. Üvegszimpozion, Ajka, 1990; I–XIV. Nemzetközi Üvegszimpozion, Bárdudvarnok, 1991-2004; Koccintsunk Európára!, Nemzetközi Üvegszimpozion, Keszthely, 2004).

## Kutatási területe
A feledésbe merült üvegkészítési technikák, technológiák kutatója, gyűjtője. A vékonyréteg-, az irizált üveg technológiájával, tervezés módszertannal, morfológiai hermeneutikával, üvegtörténettel foglalkozik.

## Kiállításai (válogatás)[2]

### Egyéni
- 1974 • Fészek Művészklub, Budapest • Iparművészeti Múzeum, Budapest • Derkovits Terem, Budapest • Képcsarnok, Eger
- 1974, 1977 • Nemzetközi Ékszerkiállítás, Jablonec, Szlovákia
- 1975 • Műcsarnok, Budapest • Design Center, Helsinki • Magyar Intézet, Berlin • Városi Múzeum, Magdeburg
- 1976 • Magyar Kultúra Háza (Szilágyi Júliával), Berlin
- 1978 • Rudnay Terem, Eger
- 1981 • Móricz Zsigmond Művelődési Ház, Zalaegerszeg • Fényes Adolf Terem, Budapest • Csók István Galéria, Budapest
- 1984 • Kaposvári Galéria (Sárváry Katalinnal), Kaposvár
- 1987 • Csók István Galéria, Budapest
- 1988 • Magyar Kultúra Háza, Helsinki
- 1989 • Csók István Galéria, Budapest
- 1990 • Városi Múzeum (Smetana Ágnessel), Bochum
- 1991 • Péter-Pál Galéria (Smetana Ágnessel), Szentendre
- 1994 • Eurogalerie (Smetana Ágnessel), Hagen
- 1995 • Üvegkertünk virágai, Mestermű Galéria (Smetana Ágnessel), Veszprém
- 1996 • Lel-tár miatt nyitva, akadémiai székfoglaló kiállítás, Dorottya utcai Galéria, Budapest
- 1998 • Pro Arte Sacra, Keresztény Múzeum, Esztergom
- 1999 • Szappanbuborék, Művészetek Háza, Pécs
- 2000 • Gödöllői Új Művészet Közalapítvány Alkotóháza (GIM-Ház), Gödöllő • Pro Arte Sacra, Központi Szeminárium, Budapest • Újszecesszió Galéria, Budapest • Keve Galéria, Ráckeve
- 2002 • Tök jó?, Üvegpiramis Galéria, Budapest • Láz-ul-ások, Magyar Iparművészeti Múzeum, Budapest
- 2003 • Ráday Galéria, Budapest
- 2005 • Gábor Dénes Alapítvány Vendégháza, Isaszeg

### Csoportos
- 1971 • Iparművészeti Főiskola jubileumi kiállítása, Ernst Múzeum, Budapest
- 1973 • Fiatal művészek VIT-pályázata, Könyv Klub, Budapest
- 1974 • Nemzetközi Ékszerkiállítás, Jablonec, Szlovákia • Fiatal iparművészek bemutatója, Derkovits Terem, Budapest • Mai magyar iparművészet II., Iparművészeti Múzeum, Budapest • Fészek Művészklub, Budapest
- 1975 • Népi hagyományok a mai magyar iparművészetben, Design Center, Helsinki • Jubileumi iparművészeti kiállítás, Műcsarnok, Budapest • Hat fiatal iparművész, Rudnay Terem, Eger • MANUÁL iparművész alkotócsoport, Huidevettershuis, Brugge
- 1976 • MANUÁL iparművész alkotócsoport, Magdeburg
- 1977 • MANUÁL iparművész alkotócsoport, Helsinki • Magyar iparművészet, Waldstein Palota, Prága; Pozsony; Riihimäki (Finnország)
- 1978 • Modern magyar iparművészet, Iparművészeti Múzeum, Budapest • Nemzetközi ékszerkiállítás díjnyertesei, Magyar Kultúra Háza, Prága • MANUÁL iparművész alkotócsoport, Galerie sin’ Paora, Párizs; Capa Galéria, Athén
- 1979 • MANUÁL iparművész alkotócsoport, Műcsarnok, Budapest
- 1980 • A kéz intelligenciája, Műcsarnok, Budapest
- 1982 • Az üveg, Vigadó Galéria, Budapest
- 1983 • A tervezés értékteremtés, Országos Iparművészeti Kiállítás, Műcsarnok, Budapest
- 1984 • MANUÁL iparművész alkotócsoport, Fészek Galéria, Budapest • Kortárs magyar ékszerművészet, Electrum Gallery, London
- 1985 • Országos üvegművészeti kiállítás, Balatoni Galéria, Balatonfüred
- 1986 • IV. Szocialista Országok Iparművészeti Quadriennáléja, Erfurt • FIART, Havanna
- 1987 • Nemzetközi Üvegszimpozion Nový Bor (Csehszlovákia); Prága • Lehrer und Schüler, Heidi Schneider Galerie, Horgen (Svájc)
- 1988 • The International Exhibition of Glass Craft ’88, Kanazawa (Japán)
- 1989 • Glaskunst aus Ungarn, Glasmuseum, Frauenau (Németország) • Magyarok, Britain salutes Hungary, Barbican Centre, London
- 1991–1995 • I–V. Nemzetközi Üvegszimpozion zárókiállítása, Bárdudvarnok
- 1993 • Stúdióüveg, Szentendrei Képtár, Szentendre
- 1994 • Art de Magyar, Art Glass Centre International, Schalkwijk (Utrecht) • Textil i Vidre Hongarés Contemporani, Barcelona
- 1995 • Paradoxon – Üveg – Művészet, Iparművészeti Múzeum, Budapest
- 1996 • Honguarse maand, Haarlemmermeer (Hollandia)
- 1999 • Gödöllői Iparművészeti Műhely (GIM) tagjainak és meghívott művészeinek kiállítása, Gödöllői Iparművészeti Műhely, Gödöllő
- 2000 • Üveg és ragyogás, Magyar Iparművészeti Múzeum, Budapest • Kortárs iparművészek alkotásainak vására, Iparművészeti Múzeum, Budapest • Kastély rezonancia, Gödöllői Iparművészeti Műhely, Gödöllő
- 2001 • Ipar-művészet, Műcsarnok, Budapest • Élmény és Eszmény, Királyi Kastély, Gödöllő • A négy alkotóelem, Vaszary Képtár, Kaposvár
- 2002 • A Merics-gyűjtemény, Rippl-Rónai Múzeum, Kaposvár
- 2003 • Üvegek Bárdibükkből, Csikász Galéria, Veszprém • Kerámia és üveg a kortárs építészetben, Laczkó Dezső Múzeum, Veszprém
- 2004 • A Gödöllői Iparművészeti Műhely jubileumi kiállítása, Kortárs Magyar Galéria, Dunaszerdahely • Transzflexio, Üveg, transzparencia, reflexió, Gödör Klub, Budapest • Zöld, Gödöllői Iparművészeti Műhely, Gödöllő • Természet-rajz, Pesterzsébeti Múzeum Gaál Imre Galériája, Budapest
- 2005 • Üveg-üzenet, Hungária Gösser étterem, Keszthely • Kert, Gödöllői Iparművészeti Műhely, Gödöllő; Pesterzsébeti Múzeum Gaál Imre Galériája, Budapest • A bárdudvarnoki Nemzetközi Üveg Alkotótelep 15 éves jubileumi kiállítása, Vaszary Képtár, Kaposvár • 125×, A Magyar Iparművészeti Egyetem kiállítása, Iparművészeti Múzeum, Budapest
- 2006 • Napforduló, Magyar Képzőművészek és Iparművészek kiállítóhelye – Andrássy úti Galéria, Budapest
- 2007 •  Akkor és Most – a MANUAL csoport kiállítása, Faur Zsófi – Ráday Galéria, Budapest

## Megbízásra készített műveiből

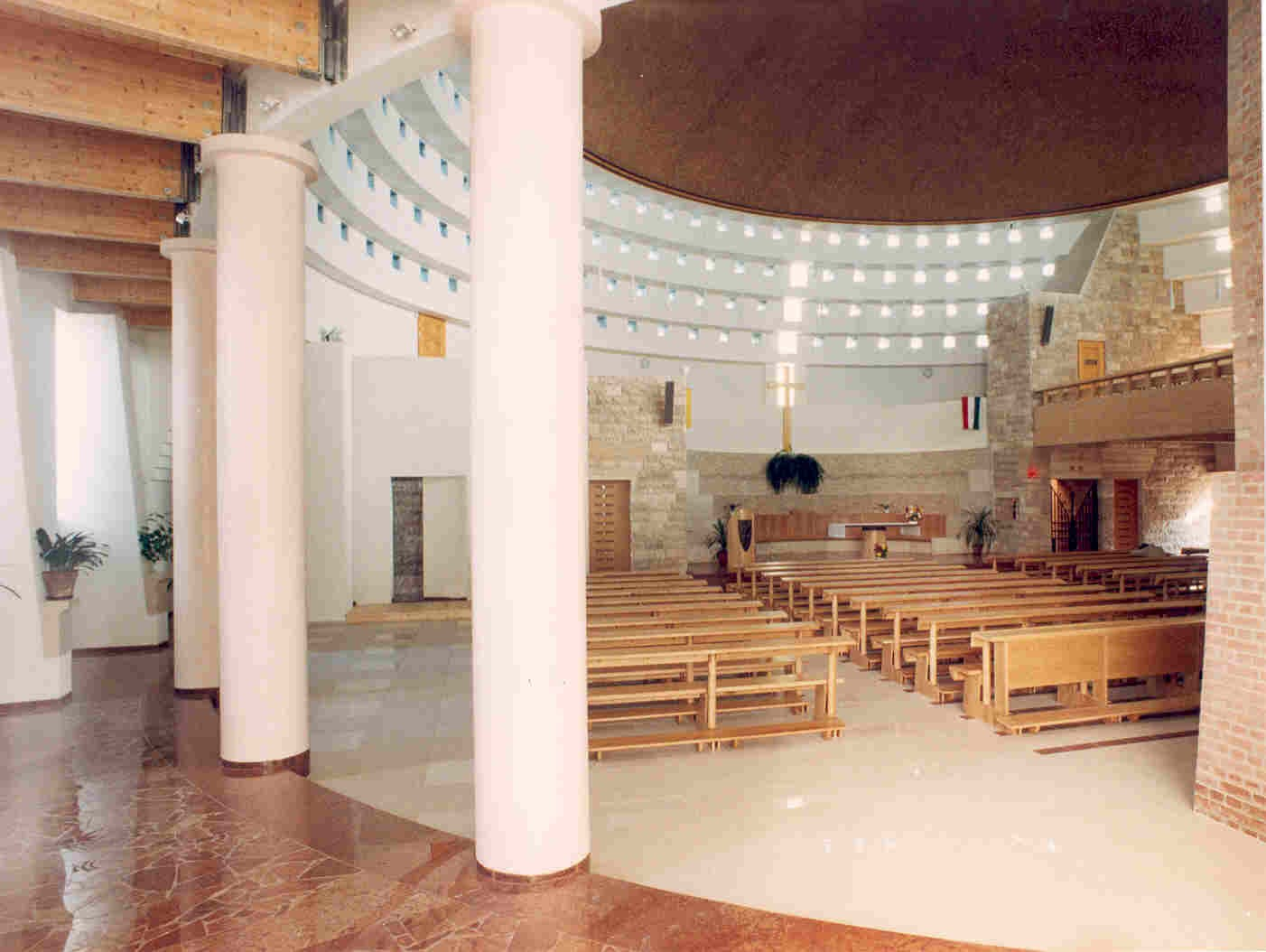
Magyar Szentek temploma, belső tér a kupolabevilágító elemekkel

- 1985 • Tihany, MTA Balatoni Limnológiai Kutatóintézet, világító mennyezet florális motívumokkal (Madarassy Istvánnal) – zöld opalin burák, 400×250 cm
- 1986 • Veszprém, Petőfi Színház, teljes világításrendszer (csillárok, falikarok, stb)  (Simay Lajossal) – fúvott, csont-opalin, rózsaszín opalin, florális kialakítású burák, több méretben
- 1989–1990 • Budapest, Fészek Művészklub, falikarok (Simay Lajossal) – csont-opalin, zöld opalinüveg, több méretben
- 1990 •  Luxushajó, falikarok (Simay Lajossal) – fúvott, irizált üveg, több méretben
- 1992 • Budapest, Hilton Szálló, állólámpák (Simay Lajossal) – fúvott, opalinüveg, több méretben
- 1997 •  Budapest, Magyar Szentek temploma, kupolabevilágító elemek – présüveg-elemek, elemenként 30×30 cm (1985-ben a Magyar Találmányi Hivatalnál bejelentett szabadalom alapján)

## Köztéri műveiből
- Világítás (MTA Balatoni Limnológiai Kutatóintézet, Tihany, Madarassy Istvánnal)
- Világítás (Veszprémi Petőfi Színház, Szenes Istvánnal, Simay Lajossal)
- Világítás, a plasztikus világítási modul felhasználásával (Magyar Szentek temploma, Budapest, építészek: Török Ferenc, Balázs Mihály).

## Kötetei
- Láz-ul-ások. Válogatott üvegeim-szövegeim; MOME, Budapest, 2004

## Díjak, elismerések (válogatás)
- Jablonec-aranyérem (1974)
- Munkácsy Mihály-díj (1982)
- Érdemes művész (1989)